# TV Pantanal (Cuiabá)
TV Pantanal é uma emissora de televisão brasileira sediada em Cuiabá, capital do estado de Mato Grosso. Opera no canal 22 (21 UHF digital) e é afiliada à RedeTV!. Pertence ao Grupo Gazeta de Comunicação, do qual também faz parte a TV Vila Real (afiliada à Record).

## História

### Concessão
A concessão foi outorgada em 26 de outubro de 1997, na cidade de Cuiabá, no nome de Mauro Uchaki e Irinéia Moraes Silva, funcionários de empresas da família Klauk. Família essa que já tinha fundado, cinco anos atrás, uma emissora homônima na cidade de Cáceres, no Sul do Estado. A iniciativa parecia ser de formar uma rede, porém, em nenhum momento até cerca de 2010, o canal cuiabano entrava em funcionamento.
Em 2002, o apresentador e empresário Gugu Liberato passou a ter a sociedade da TV Pantanal, dividida também para Vera Lúcia Klauk, mulher de Elvis Klauk que era dono do canal cacerense, porém, o então Ministro das Comunicações, Juarez Quadros,anulou a concessão da emissora, pois o contrato de concessão foi declarado ilegal pela Consultoria Jurídica do Ministério das Comunicações. A legislação de radiodifusão só admite a venda de concessões de TV após decorridos cinco anos de funcionamento da emissora, e Gugu havia comprado a Pantanal dos antigos sócios antes de a emissora entrar em funcionamento.
No ano passado, o apresentador e a irmã "devolveram" a empresa aos antigos sócios, retirando-se oficialmente da sociedade. Essa retirada foi recebida pelos executivos de radiodifusão apenas como uma estratégia do apresentador para obter de volta a concessão, porque ele já havia investido muito no canal. Quando foi cancelada a concessão, o prédio e a torre de transmissão da TV já estavam construídos e a emissora já tinha licença para retransmissão.
Em 2004, a família do ex-deputado federal Pedro Henry (PP) tinha comprado dos Klauk a TV Pantanal de Cáceres. Isso se deu sequência usos da emissora como "palanques eleitorais", cassações do Ministério Público e, mais tardiamente, em 2008, a suspensão de sua transmissão. O canal cacerense ainda tentou voltar ao ar em 2011, mas foi suspensa novamente dois anos depois.
Em 2007, Gugu conseguiu, enfim, a concessão da emissora cuiabana. Ele e a irmã, Aparecida Liberato Caetano, eram oficialmente proprietários de 49,99%, e Vera Klauk era a majoritária.

### TV Aparecida (2007-2014)
Nessa negociação, a então famosa "TV do Gugu" começou a transmitir os seus primeiros sinais. No mesmo ano, a emissora passa a transmitir a TV Aparecida de São Paulo. A programação era 100% da emissora paulista, não havia um programa regional.
Com a mudanças ocorridas em 2009 - a TV Cidade Verde Cuiabá passava a filiar-se à Rede Bandeirantes e a TV Rondon ao SBT -, a TV Pantanal foi cogitada para levar o sinal da RedeTV! em Cuiabá, porém a emissora sediada em Osasco passou a transmitir o seu sinal na TV Cuiabá, que por sua vez, deixou a Record News.
Em 2013, passou a transmitir também no canal 21 em HD. Junto com isso, passou a levar ao ar seu primeiro programa regional: o Saboreie.com, apresentado pela chef Gina Defanti. Também levou ao ar uma campanha institucional, promovendo a Copa do Mundo no Brasil.
Antes de terminar o ano, uma notícia elevou o nível tanto da emissora quanto da área de comunicação do Estado: A TV Pantanal de Cuiabá foi comprada pelo empresário Aldo Locatelli. Três anos antes, o empresário tentou efetuar esta compra junto com o então senador eleito pelo PDT Pedro Taques e o também empresário Mauro Mendes.

### RedeTV! (2014-atualmente)
Em fevereiro de 2014, a TV Pantanal deixou de transmitir a já Rede Aparecida para levar, agora efetivamente, o sinal da RedeTV! em Cuiabá. Nessa mudança, passou a haver integrações de mais alguns programas na casa, como o ShopFácilTV, apresentado por Getúlio Peçanha, ex-TV Rondon, e o Pantanal Notícias, noticiário que esporadicamente trazia algumas reportagens feitas pela então nova equipe de jornalismo da emissora.

### Programas e mudanças
Em 10 de março, a TV Pantanal estreou sua nova programação regional, junto com nova marca e projetos. Pela manhã, o primeiro programa a ser transmitido naqule dia foi o Matérias de Capa, e era ancorado pelos jornalistas Igor Taques e Camila Piacenti. Logo, estreou também o feminino Acontece, e a apresentadora e modelo Michelle Diehl esteve à frente. Às 11h, horário tradicionalmente conhecido por ter diversos noticiários na TV, o radialista Lino Rossi, da Mega FM, estreava a versão televisiva do seu policial Chamada Geral. Antero Paes de Barros, jornalista, ex-senador pelo PSDB e nomeado Diretor de Jornalismo da emissora, entrou logo após com o programa Preto no Branco, que misturava política com cultura e outros fatos da cidade. À tarde, ia ao ar o primeiro programa Pantanal Esportes, com a apresentação de Cynthia Faria e comentários de Matheus Garcia. O semanal Saboreie.com continuou na emissora até o fim do primeiro semestre, migrando logo após para a TV Rondon.
Durante o ano, outros programas também começavam na TV Pantanal: ainda em março, teve a nova exibição do Domingão do Caminhão (ex-TV Rondon) e a estreia do Programa Zidiel Coutinho - Domingão do Feirão. Em maio, Everton Pop (ex-TBO) trazia ao canal o diário Programa do POP, incluindo entretenimento e humor durante as noites. Em seguida, o Departamento de Jornalismo da emissora propôs um programa debatedor, assim nascendo o programa Opinião, com Igor Taques na apresentação e Antero Paes de Barros, o professor Haroldo Arruda Jr., o cientista político Lourembergue Alves e Matheus Garcia - este esteve somente nas primeiras edições - na bancada de comentaristas. Seguindo esta programação noturna, os programas da RedeTV! iam ao ar mais de uma hora mais tarde que o habitual.
Em agosto, estreava o Programa Camarim, que fazia transformações de beleza em mulheres que enviavam mensagens à equipe, e era apresentado pela blogueira e modelo Danúbia Divina e o hair stylist Muryllo Lorensoni. No fim do mês, o apresentador Igor Taques passou a assumir a direção geral da TV. Aldo Locatelli, até então à frente, continuava assumindo a propriedade, mas deixou a direção para cuidar das suas outras empresas. Em setembro, Lino Rossi deixou a emissora, dizendo-se "cansado de fazer programas policiais". Em seu lugar, o repórter Lucky Marlon, que também estava na TV Rondon até o início do ano, apresentou o programa que passou a ter também um novo nome - De Olho na Cidade.
Em novembro, foi anunciado uma mudança na grade de programação: O jornal Matérias de Capa, tendo já a apresentação de Cynthia Faria, mudou para o horário da noite, logo após o TV Fama. O Programa do POP, que ocupava este horário, passou a ser matinal, sendo que o apresentador Everton Pop já tinha consagração nessa faixa desde o programa Cidade 40°, da TV Cidade Verde. O programa Acontece, matinal, passou a ser exibido ao vivo à tarde, no horário em que era reprisado. O destaque desse anúncio foi a estreia do programa Conexão Poder na emissora, com a apresentação de André Michells (Ex-TV Rondon). Nesse mês, também entrava ao ar na TV Pantanal o programa Fábio Senna - O Repórter Gospel. O apresentador, que estava na TBO até maio, afastou-se da TV para concorrer ao cargo de deputado federal nas Eleições, sem sucesso. O mesmo aconteceu com a jornalista Adriana Vandoni, que apresentava o quadro Prosa & Política, dentro do programa Preto no Branco, que disputava as mesmas Eleições para deputado estadual, também sem sucesso. O apresentador do programa, Antero Paes de Barros, também tinha se afastado temporariamente para apoiar o senador da República Pedro Taques na campanha eleitoral, vitoriosa, a Governo do Estado.
Em dezembro, Hebert Mattos (ex-TV Rondon) trouxe ao canal o Programa Estilo, exibindo-o às noites de segunda a sexta e no domingo. No final do mês, o apresentador Everton Pop apresentou seu último programa matinal se despedindo e agradecendo à equipe da emissora pela oportunidade e tratamento. Com isso, já em 2015, ele decidiu voltar para a então Band Mato Grosso, passando antes pela Band FM.
Em 2015, a TV Pantanal comemorou o 1º aniversário de sua atual fase. Com isso, foi levado ao ar a sua nova vinheta com a marca - uma letra "P" verde - redesenhada, e também foram apresentadas novas atrações para o público. Uma delas era o Pantanal Esporte Show, apresentado por Anderson Amorim, com debates sobre eventos esportivos e convidados das diversas modalidades esportivas. O que mudou também foi o programa De Olho na Cidade, que passou a contar com a apresentação de Ricardo Martins, misturando então com humor e brincadeiras. Lucky Marlon, deixando o policial, assumiria então o jornal Matérias de Capa, e manteve a linha hard news - a tradição dos principais telejornais - da atração.
Logo no fim do ano, o canal passou a levar reprises de seus principais programas, mas em 2016, somente Acontece, Opinião, Programa Estilo e Conexão Poder, além dos independentes de domingo (Zidiel Coutinho e Domingão do Caminhão) voltaram ao ar com edições inéditas.

### Do Grupo Locatelli para o Grupo Gazeta
Ainda em 2016, descobriu-se que havia um interesse de Dorileo Leal, do Grupo Gazeta de Comunicação (na qual faz parte a RecordTV Cuiabá) na compra da TV Pantanal. Em março, houve a primeira tentativa, sem sucesso. Não obstante, em setembro, Dorileo concluiu a negociação com o grupo Locatelli que culminou nessa compra. Com isso, todos os programas da emissora foram cancelados, e todos os funcionários foram demitidos, fazendo com que não tivesse nenhuma programação regional até abril de 2017. No mês seguinte, surge o Programa VIP no canal. O programa comandado por Eduardo Carvalho, que estava há 14 anos na RecordTV Cuiabá, foi remanejado para a TV Pantanal.
Já sob nova direção, uma atração antiga do canal no entanto volta à atração. Trata-se do Opinião, que agora fica sob o comando de Antero Paes de Barros, e com Haroldo Arruda Jr. e Lourembergue Alves na bancada. Igor Taques, que apresentava anteriormente, foi contratado pela TV Cidade Verde.

## Sinal digital
| Canal virtual | Canal digital | Resolução de tela | Programação                          |
| ------------- | ------------- | ----------------- | ------------------------------------ |
| 22.1          | 21 UHF        | 1080i             | Programação da TV Pantanal / RedeTV! |

Transição para o sinal digital
Com base no decreto federal de transição das emissoras de TV brasileiras do sinal analógico para o digital, a TV Pantanal, bem como as outras emissoras de Cuiabá, cessou suas transmissões pelo canal 22 UHF em 14 de agosto de 2018, seguindo o cronograma oficial da ANATEL.

## Programas
- Alerta Cuiabá, jornalismo político
- Pantanal News, noticiário nos intervalos
- ClassiTV, programação independente
- Elga e Você, variedades